# Oropolí

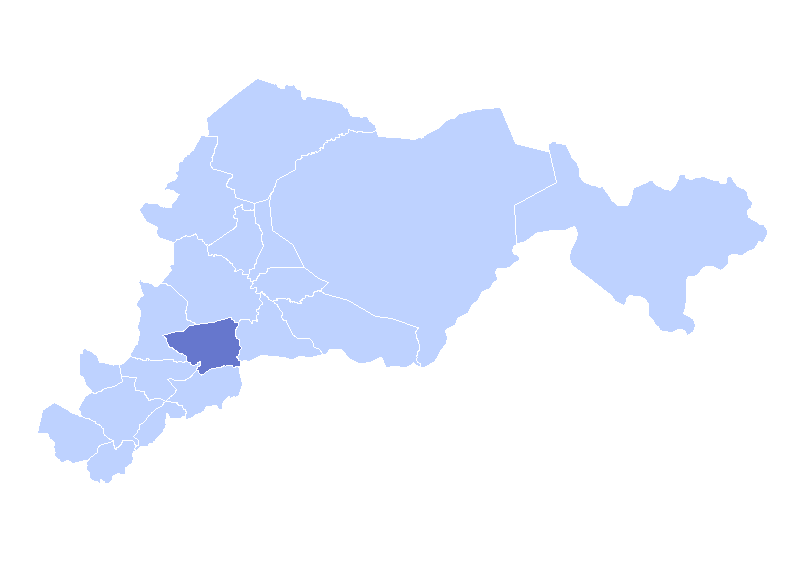

Oropolí est une municipalité du Honduras, située dans le département d'El Paraíso.